# Athylia fisheri
Athylia fisheri är en skalbaggsart som först beskrevs av Gilmour 1948.  Athylia fisheri ingår i släktet Athylia och familjen långhorningar. Inga underarter finns listade.